# Sture Johannesson

Counterclockwise circumambulation i Lunds Konsthall 2004.

Nils Sture Ragnvald Johannesson, född 24 maj 1935 i Vinslövs församling, död 17 januari 2018 i Skanör, var en svensk affischkonstnär. 
Sture Johannesson var assistent till Georg Oddner i början av 1960-talet. Sture Johannesson har gjort omslagsfotot till Per Engdahls diktsamling "Mörkast före gryning". Från mitten av 1960-talet gjorde han affischer med politiska budskap. År 1965 gjorde han sin första affisch Pot Piggar Upp! i 100 exemplar. Kort därefter gjorde han CIAO!, en kalender för 1966. 
Sture Johannesson var gift med konstnären Charlotte Johannesson. Han är gravsatt i minneslunden på Skanörs Nya begravningsplats.

## UtställningenUnderground
Sture Johannessons mest kända affisch är Friheten på barrikaderna II  från 1968 för utställningen Underground om svensk undergroundestetik på Lunds konsthall 1969. Affischen var en parafras på Eugène Delacroix målning Friheten på barrikaderna från 1830 och föreställde en naken kvinna rökande en haschpipa. Kritik riktades mot utställningen, på grundval av den publicerade affischen, såsom olämplig och innehållande drogpropaganda, vilket ledde till att utställningen inte öppnades.
År 2018 trädde ”Haschflickan” Ninna Ljung fram och berättade om affischens tillkomst.
Konsthallschefen Folke Edwards fick också avgå. Konsthallsnämndens ordförande Torsten Andrée motiverade beslutet med att ”Edwards godkänt affischen och lät den publiceras i dagspressen.”  I samband med att Andrée ville sätta stopp för affischeringen, lär han enligt Johannesson ha sagt ”Jag stoppar pipan”, på vilket Johannessons replikerade i pressen att ”då var det dags att tända på!”.  Andrée anklagade då Johannesson för att driva förtäckt knarkpropaganda, varvid Johannesson svarade: ”Man ska inte anklaga någon för att sprida knarkpropaganda när man själv är ordförande i Lunds Stads Drätselkammare, dvs. LSD!”.  Johannesson använde sig därefter av Andrées uttalanden i affischen Andrée Will Take A Trip! 1969.

## Galleri Cannabis
År 1966 skaffade Sture Johannessons hustru Charlotte Johannesson en ateljé där hon kunde ha sin vävstol i gatuplanet till ett rivningshus på Östra Långgatan 8 i Malmö. Lokalen döptes först till Ateljé Cannabis, med senare namnändringar till Cannabis workshop respektive Galleri Cannabis. Galleriets fönster täcktes på insidan av cannabisplantor. Det försålde svenska och internationella politiska affischer och tidskrifter, till exempel brittiska International Times och trycksaker från Nederländerna.  Det spreds även politiska flygblad som ofta innehöll drogpropaganda, några titlar var från de fiktiva organisationerna "Abdulla-kommittén om Love-Ins" och ”Sveriges Hampodlares Riksförbund”. Galleriet var en mötesplats för unga människor. När Jefferson Airplane spelade i Köpenhamn, besökte gitarristen Jorma Kaukonen galleriet. Galleri Cannabis fungerade både som ateljé och utställningslokal under åren 1967–1969. För att distribuera affischerna åkte Sture Johannesson också runt på marknader som Kiviks marknad. Tidskriften Puss distribuerade också affischerna.

## Psykedeliska Manifestet
Johannessons affischer är ofta komplext utförda, både i materialval och i färgsammansättning. Under åren 1965–1969 tryckte Johannesson sex affischer med direkt drogrelaterat budskap. Han publicerade ”Psykedeliska manifest” i Ord och Bild, vari han gav uttryck för att psykedeliska droger hade positiv inverkan på människan. Han skrev där att ”psykedeliska droger betyder frihet, jämlikhet och broderskap” och omnämnde drogerna LSD, meskalin, psilocybin och haschisch som kulturprodukter. Sannolikt menade Johannesson inte att man skall missbruka droger, utan bruka dem i syftet att få nya idéer och utveckla sig själv.

## Pionjärinsatser inom digital konst
Sture och Charlotte Johannesson var pionjärer i Sverige beträffande användning av datorer för att skapa konst. Under åren 1971–1984 skapade Sture Johannesson närmare 20 grafiska blad i upplagor på 50-250 exemplar. Motiven varierade; de tidigaste verken visades på Computer Art Fair 1974 och hade ett nät eller vågmönster av tryckta linjer som skapade former och tecken. Dessa grafiska blad hade en optisk effekt och vissa av partierna syntes kunna börja röra på sig eller lyfta från bakgrunden. För att kunna hantera den nya datortekniken för sina verk hade Sture och Charlotte Johannesson hjälp av Sten Kallin på IBM samt Steve Wozniak på Apple. I början av 1980-talet arbetade Sture och Charlotte Johannesson i sitt projekt Digitalteatern (the Digital Theatre) med datorgenerade bilder i ett av dåtidens mest avancerade Apple-system, och Sveriges första digitala grafiska studio, enligt Steve Wozniak. 1983 tillverkade Digitalteatern den första digitala animationen som visades i svensk nationell TV, den handlade om riksdagshusets nyöppnande.
Sture Johannesson och hans affischer har från 1960-talet och framåt skapat skandaler och ibland censurerats, också vid den retrospektiva utställningen Counterclockwise Circumambulation på Lunds konsthall 2004. Vid detta tillfälle fick Johannesson välja mellan att ta bort vissa verk eller stänga utställningen.[källa behövs]. På utställningen beslagtogs hampaplantor, som ingick i utställningen, av polis.
Sture Johannesson gjorde även skivomslag, till bland andra Peps Persson och Kal P. Dal. Hans affischer och målningar finns representerade i bland annat Kungliga biblioteket, Moderna Museet, Malmö konsthall, Museum of Modern Art, Hallands kulturhistoriska museum  och Kulturen.